# Franz Kronberger
Franz Kronberger ist ein ehemaliger deutscher Basketballfunktionär und -trainer.

## Laufbahn
Kronberger spielte zunächst Fußball, musste diese sportliche Betätigung jedoch wegen einer im Krieg erlittenen Verletzung aufgeben. Fortan spielte er Basketball und gründete 1946 die Basketball-Abteilung des FC Bayern München.
Mit der deutschen Nationalmannschaft nahm er 1951 an der Europameisterschaft in Paris teil.
1954 und 1955 wurde er als Spieler mit dem FC Bayern deutscher Basketball-Meister. Als Trainer führte er den FCB 1968 zum Gewinn des DBB-Pokals.